# Creusot
Creusot é uma comuna francesa na região administrativa de Borgonha-Franco-Condado, no departamento Saône-et-Loire. Estende-se por uma área de 18,11 km². Em 2010 a comuna tinha 21 787 habitantes (densidade: 1 203 hab./km²).596 hab/km².